# Dieter Van Aert
Dieter Van Aert is een personage uit de Belgische soapserie Thuis. Hij was voor het eerst te zien in 2014, in aflevering 3607. In 2017 dook agent Dieter Van Aert op in F.C. De Kampioenen 3: Forever samen met zijn collega-agent Tim Cremers.

## Korte biografie
Dieter Van Aert kwam voor het eerst in beeld als politieagent tijdens de zaak van Emma Van Damme haar verkrachting. Hierbij vormde hij tijdelijk een duo met Tim Cremers.
Na verloop van tijd loopt Dieter Nancy De Grote tegen het lijf. Eerst besluiten ze friends with benefits te worden, maar uiteindelijk zullen ze verloofd raken en ook trouwen. Hierdoor wordt hij de pluspapa van Renzo Fierens, Femke De Grote en Britney Van Notegem.
Op oudejaarsnacht 2018 moeten Dieter en Tim, die ondertussen vaste partners zijn geworden, Lander Mertens gaan oppakken voor verschillende criminele feiten. Ze weten dat Olivia Hoefkens op zijn zoon past en kunnen hem zo bij Olivia thuis vatten. Wanneer de politie hem vraagt zich over te geven, trekt Lander een wapen waarmee hij haar gegijzeld houdt. De kinderen Emil Mertens en Sandrine De Decker, die boven aan het spelen waren, komen naar beneden en belanden tussen Lander en de agenten. Dieter bukt zich om Sandrine en Emil naar achteren te begeleiden. Wanneer Lander op dat moment zijn wapen richting de agenten beweegt, vuurt Dieter een schot af, maar raakt per ongeluk Sandrine. Zij zal later overlijden aan een dodelijke schotwond in het hoofd.

## Trivia
- Op de vrijgezellenavond van Dieter is de Belgische wielrenner Wout van Aert te zien als zijn neef. Hierbij werd geen rekening gehouden met het feit dat Dieters achternaam met een hoofdletter begint, en die van Wout niet.